# 全國感恩節火雞贈送會

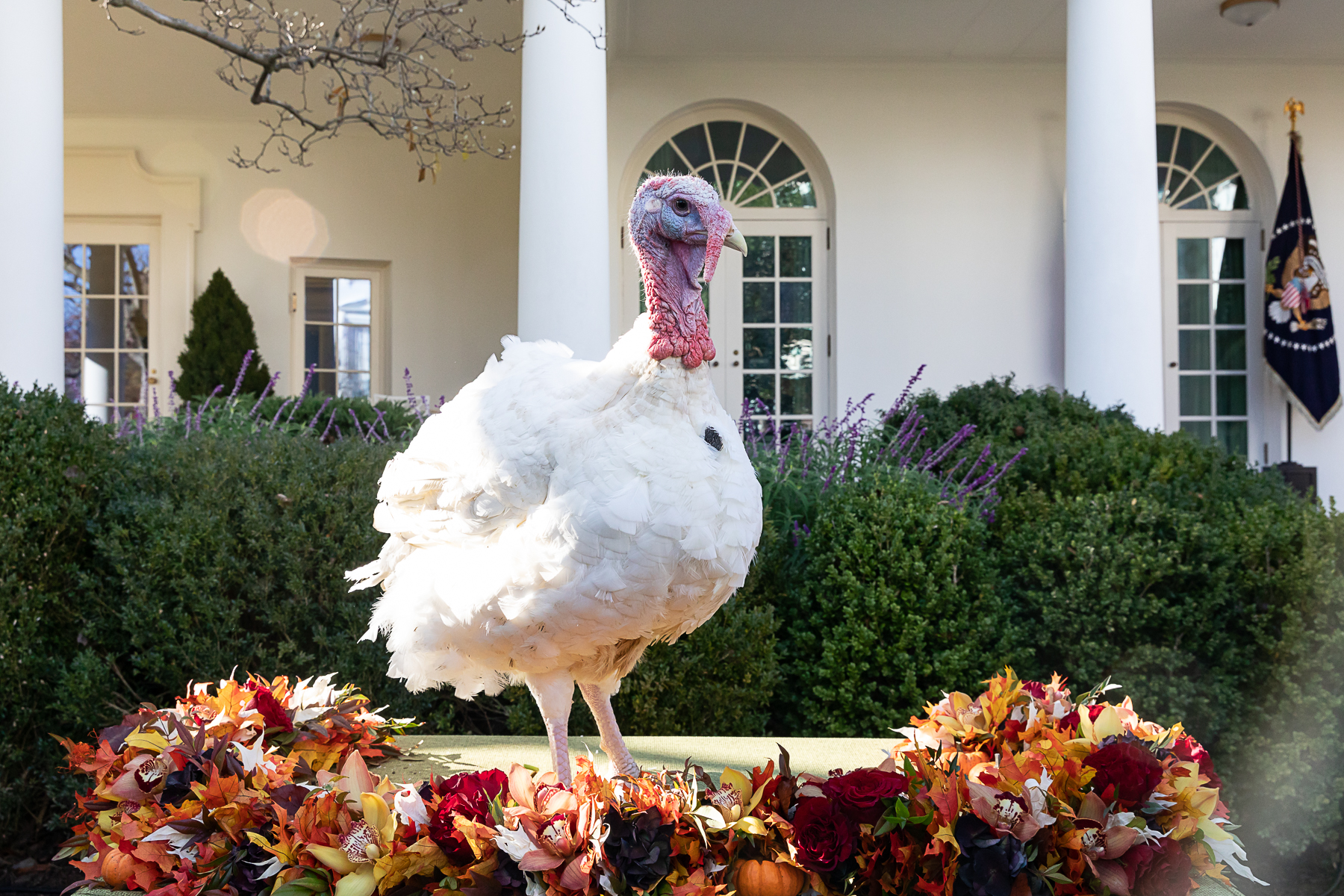
2018年美國总统唐纳德·特朗普赦免的火雞

全國感恩節火雞贈送會（英語：National Thanksgiving Turkey Presentation）又稱白宫火鸡放生仪式、年度感恩節火雞赦免仪式（英語：Annual pardoning of the Thanksgiving turkey），是每年感恩节前夕在美國華盛頓白宫举行的仪式，由國家火雞聯合會向美國總統贈送活體寬胸白品種家養火雞，並依循慣例由美國總統對該火雞進行赦免。

## 歷史
1873年起，罗得岛州一位農場主人Horace Vose給總統一隻醃製過的火雞， 直到他1913年去世前， 他每年都向白宫赠送火鸡給總統食用。1913年起各方人士競相贈送火雞給總統當感恩節大餐， 在咆哮的二十年代甚至不同團體都送總統與其競爭候選人。比方哈定競選總統， 身在巴拿馬運河區時， 火雞是婦女後援會用火車送去的。當時庫埃羅鎮開始贈送哈定與威爾遜總統活火雞。因為太多火雞送到白宮， 柯立芝總統在1923年暫停收火雞兩年， 結果反而1925年收到太多禽畜， 包括一隻活浣熊， 最後它成為白宮寵物並起命叫“Rebecca”且在DC動物園安度晚年。
世界大戰時為了節省穀物去援外，而推行的週一無肉日與週四無雞鴨肉蛋活動，使得美國大眾與農場行業感到沮喪， 1947年美國家禽與蛋協會注意到當年三大節（感恩節、聖誕節、新年）都是週四， 也就是傳統眾節佳餚都將無法上桌。因此當年全国火鸡联合会就贈送杜魯門總統一隻火鸡。之後的艾森豪總統也都吃了獲贈的火雞。甘迺迪總統在被暗殺前三天送回了的獲贈的超大活火雞並跟農場主說“讓它繼續長”。之後的总统收到火雞後有時会將火雞放生。不過從美國總統乔治·赫伯特·沃克·布什（1989年）開始，歷屆美國總統都會赦免並放生全国火鸡联合会贈送的火雞。

## 各州活動
包括明尼蘇達州在內美國各州都有類似的火雞赦免儀式，同時赦免儀式也不限於感恩節，如紐約州伊利郡的郡長在聖周期間娛樂性赦免一隻奶油羔羊。

## 圖片集

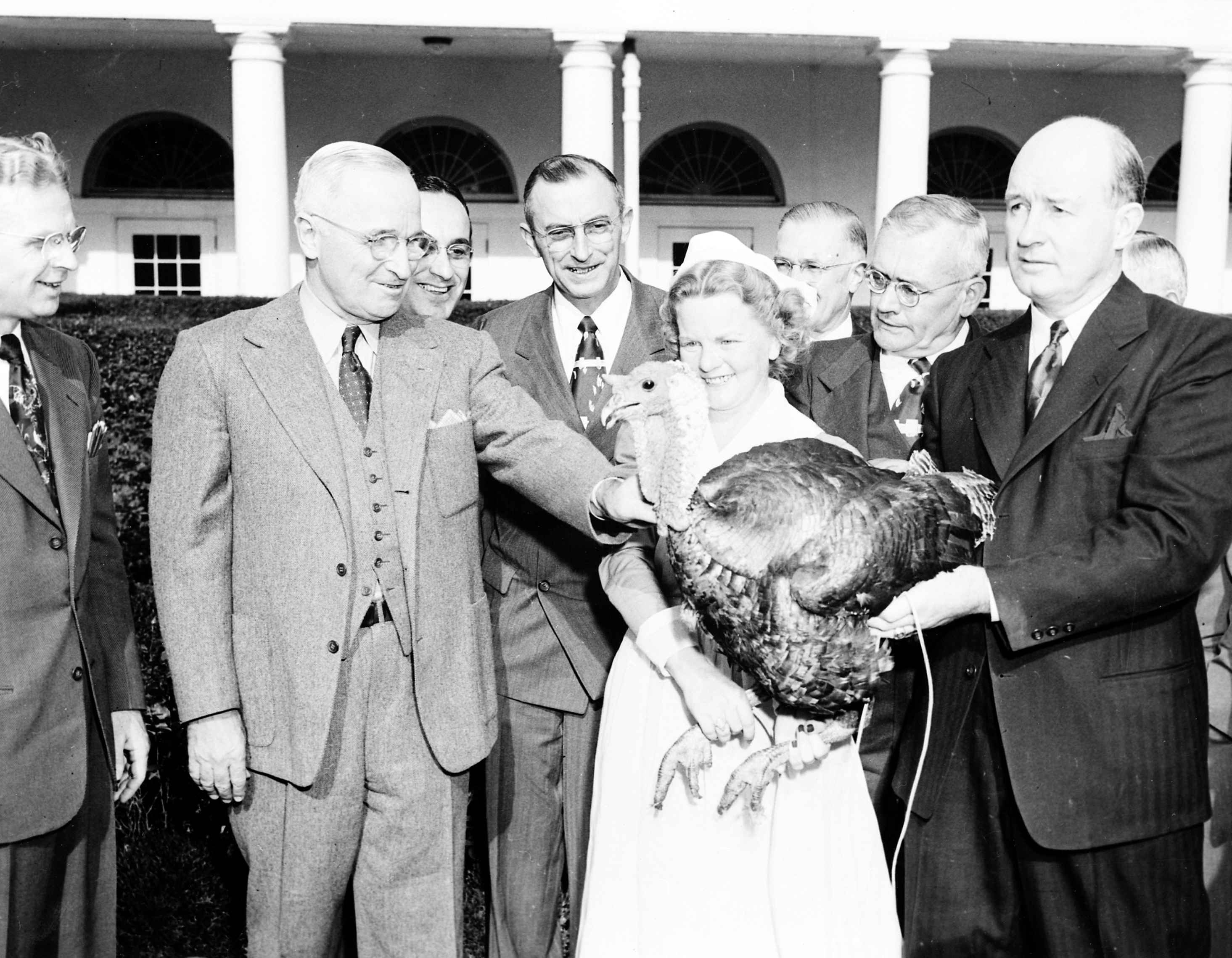
1949年，美國總統哈里·杜魯門接受火雞業者所贈之古銅火雞（英语：Bronze turkey）
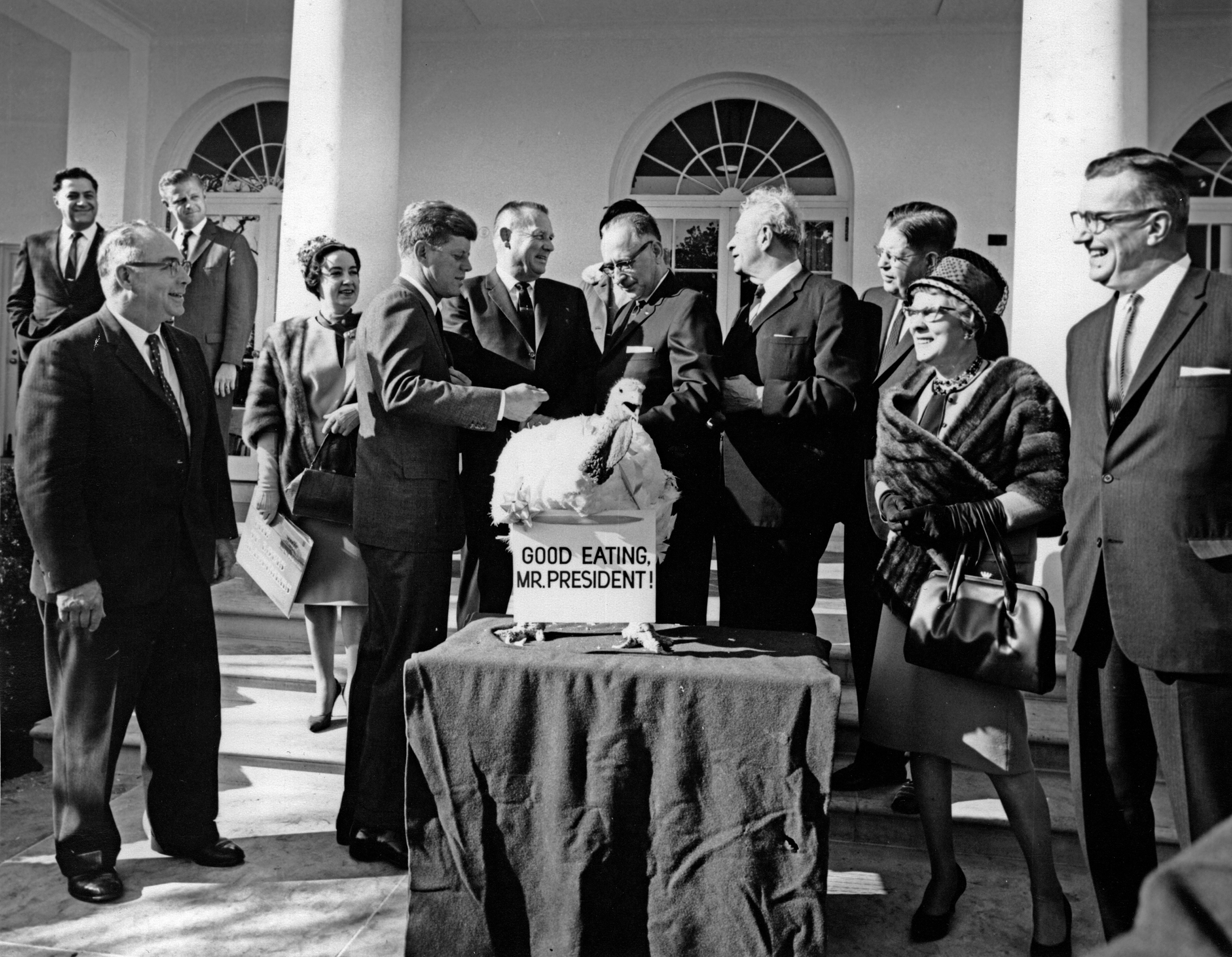
1963年，美國總統約翰·F·甘迺迪於遇刺前三天，所獲贈尚未赦免的火雞
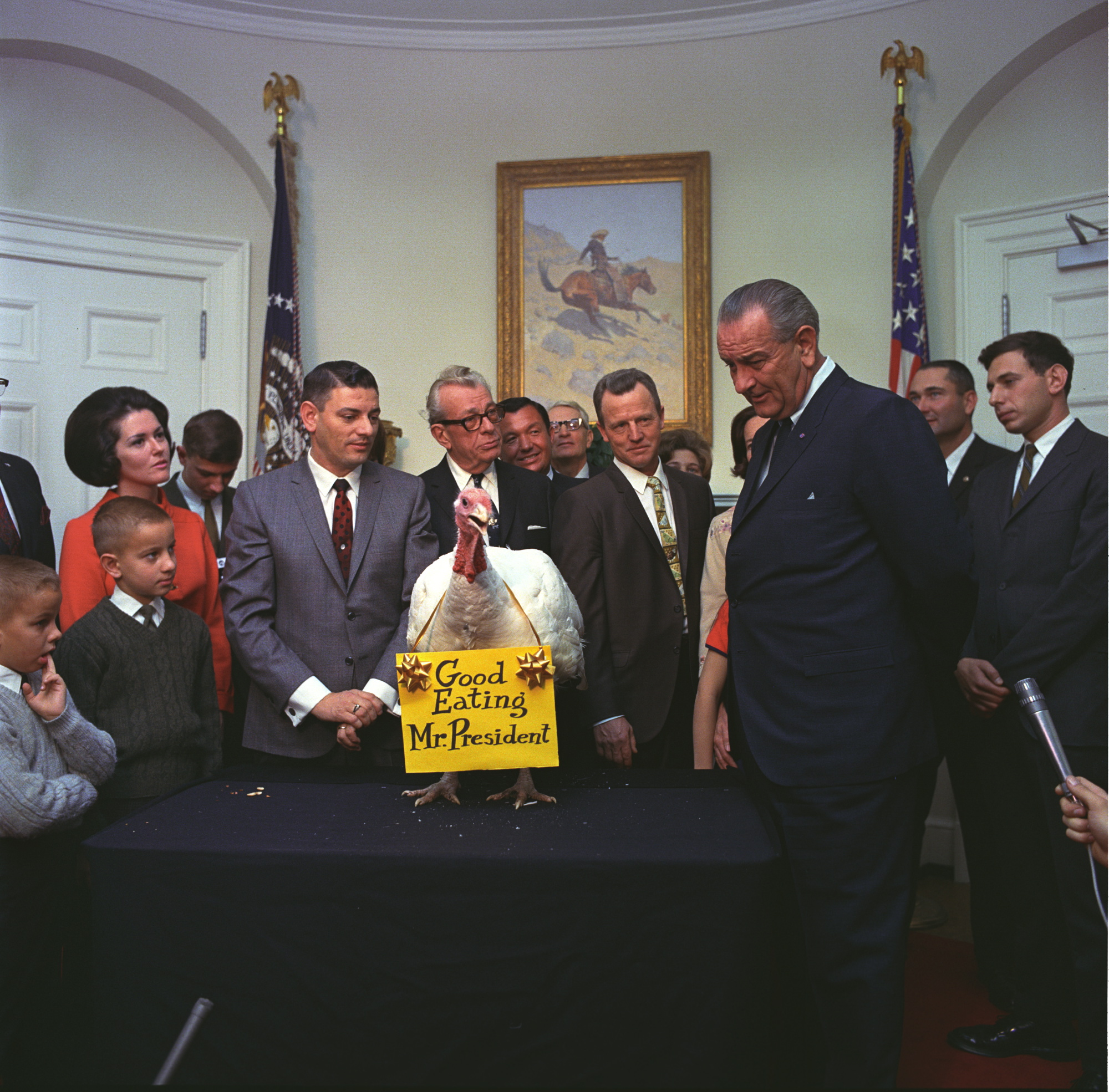
1967年，林登·詹森獲贈一隻尚未赦免的火雞
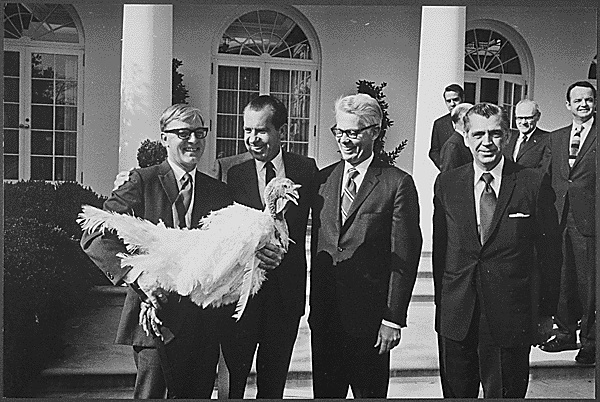
1971年，美國總統理查德·尼克森收下所獲贈的火雞
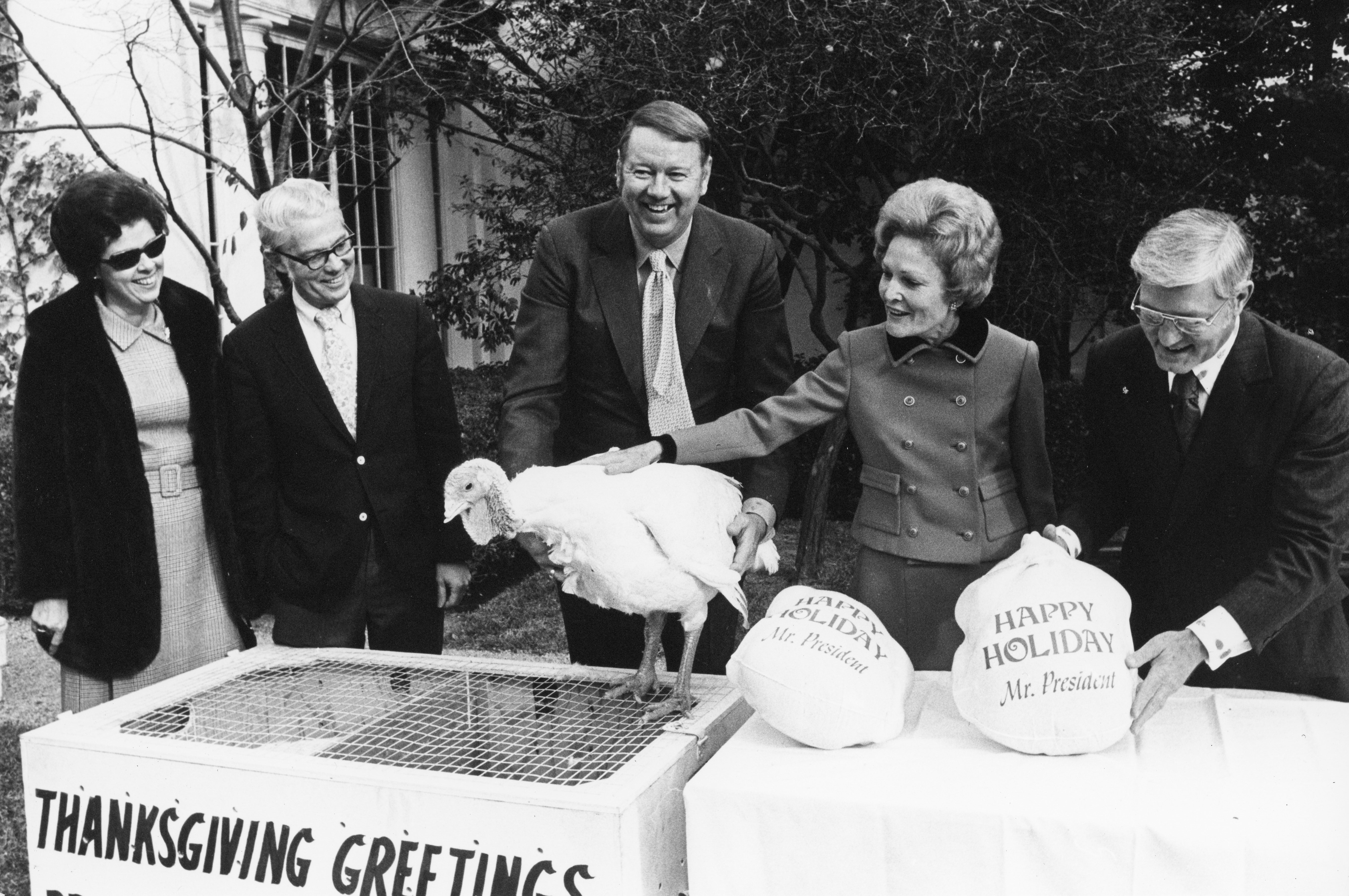
1973年，美國第一夫人帕特·尼克森代表她的丈夫收下一隻火雞
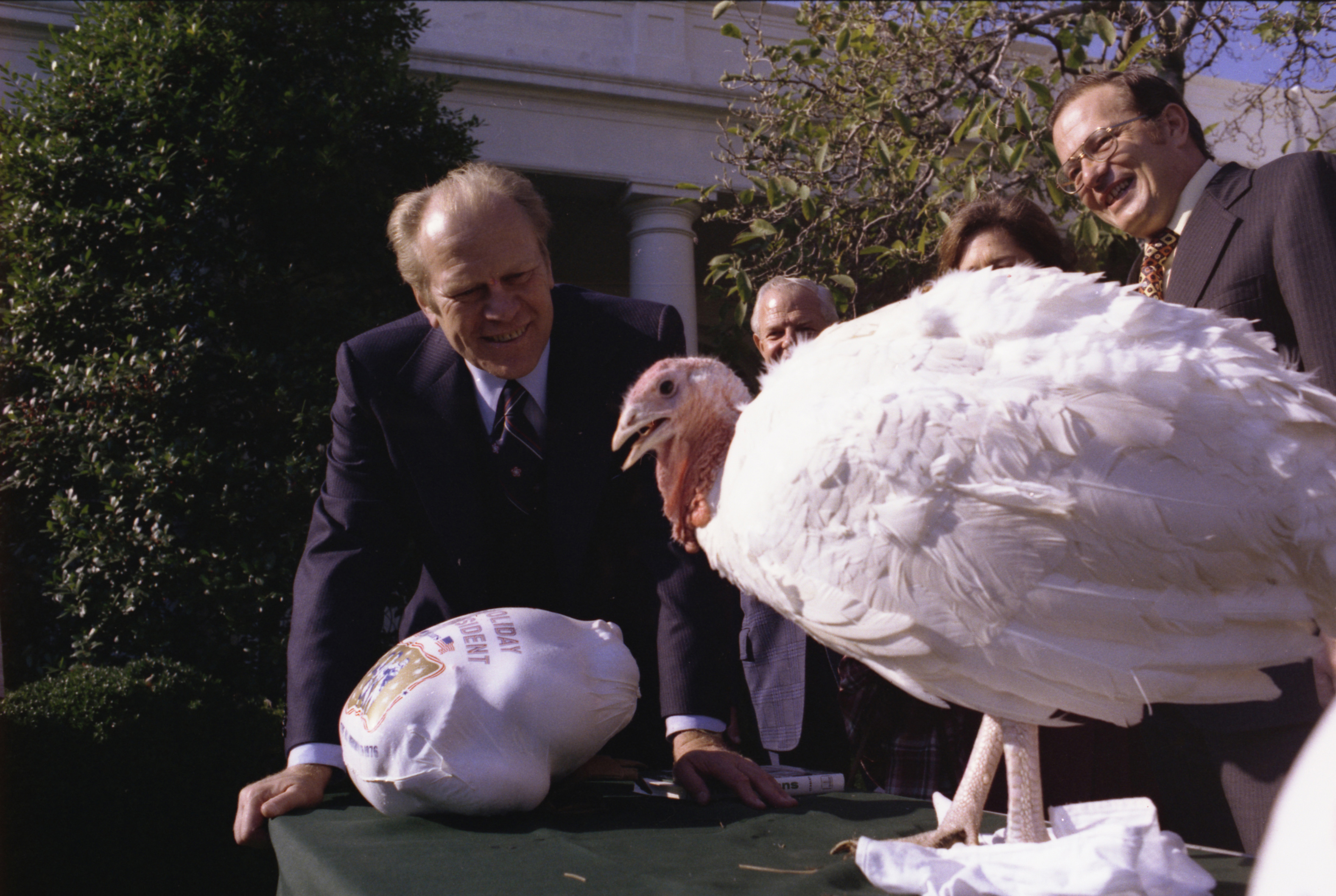
1975年，美國總統傑拉爾德·福特收下所獲贈的火雞
1983年，美國總統羅納德·雷根接受一隻寬胸白火雞（英语：Broad Breasted White turkey）
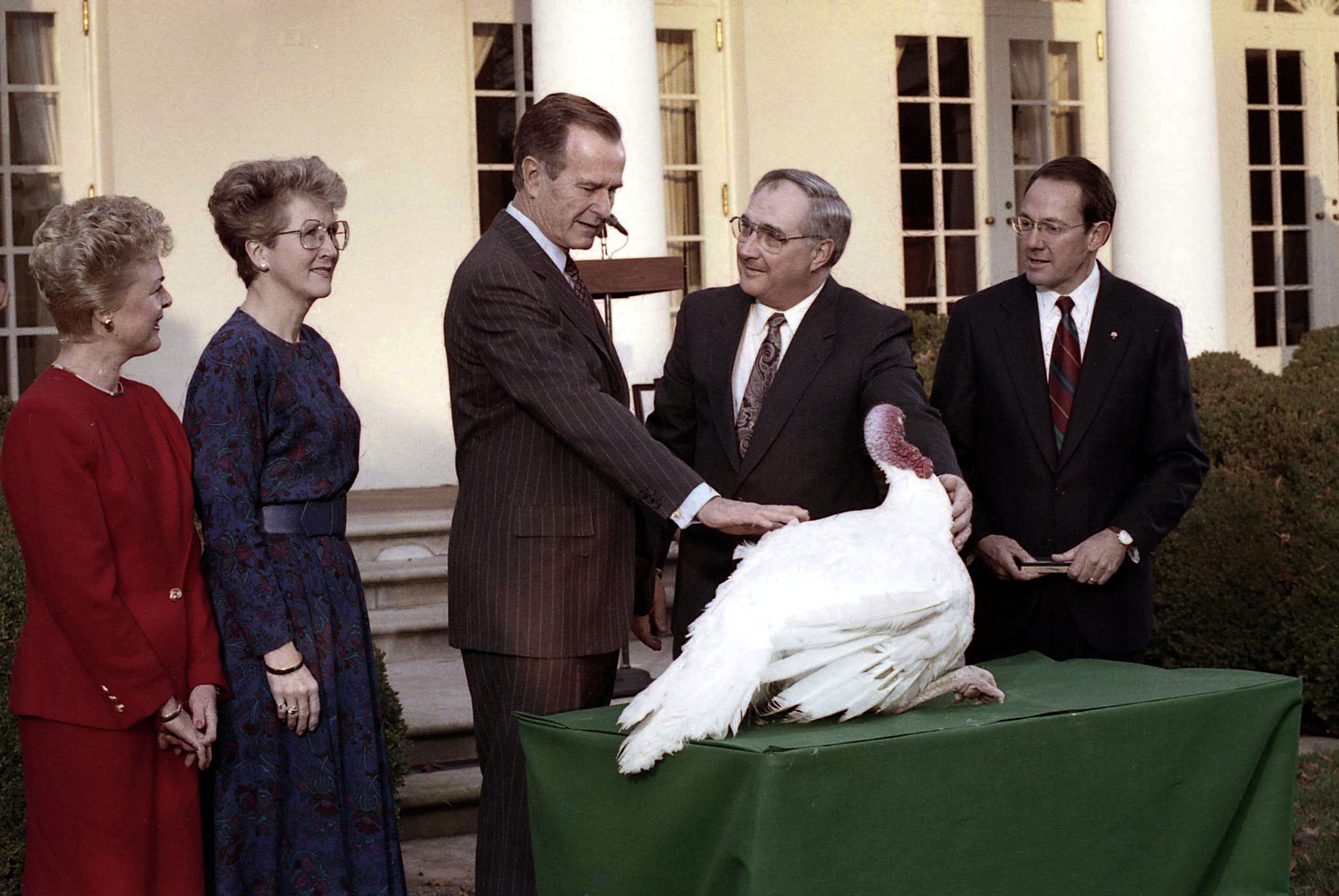
1991年，美國總統喬治·H·W·布希參與第三屆年度感恩節火雞赦免儀式
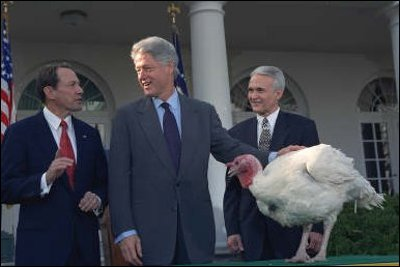
1999年，美國總統比爾·克林頓參與第十一屆年度感恩節火雞赦免儀式
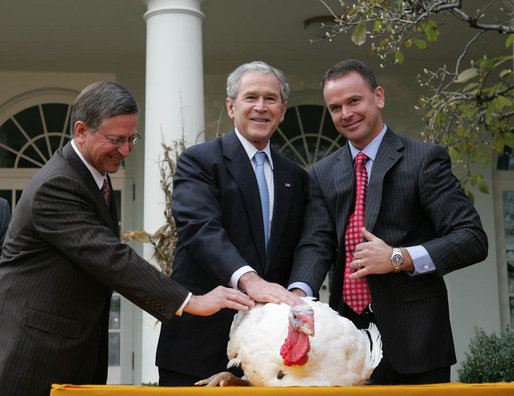
2008年，美國總統喬治·W·布希參與第二十屆年度感恩節火雞赦免儀式
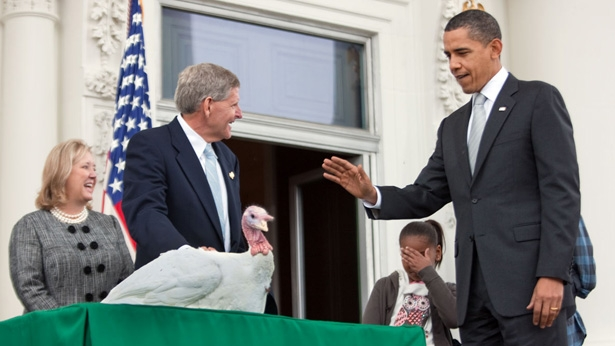
2009年11月25日，美國總統巴拉克·歐巴馬所赦免一隻名為「勇氣」（Courage）的火雞
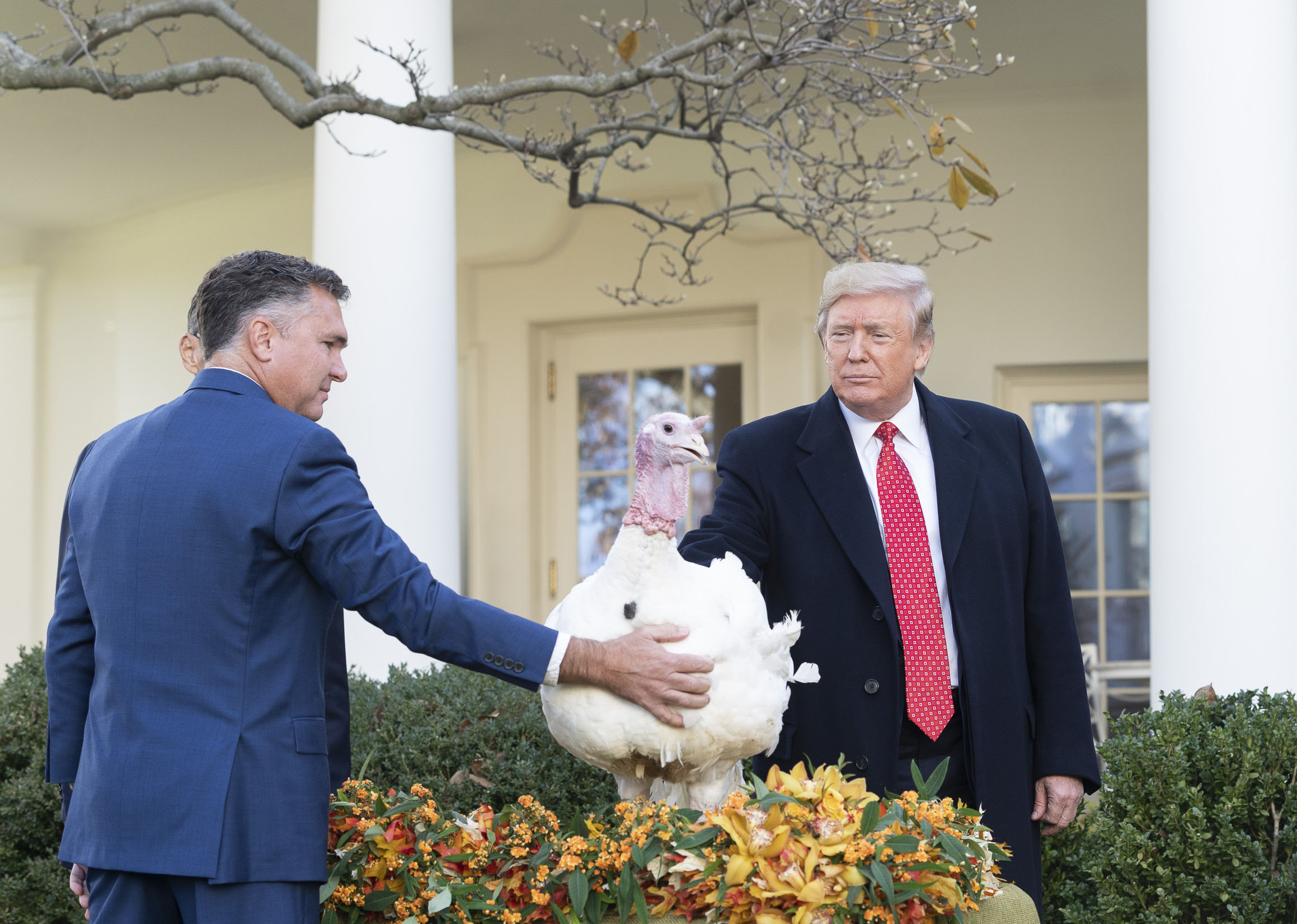
2019年11月26日，美國總統唐納·川普所赦免一隻名為「奶油」（Butter）的火雞
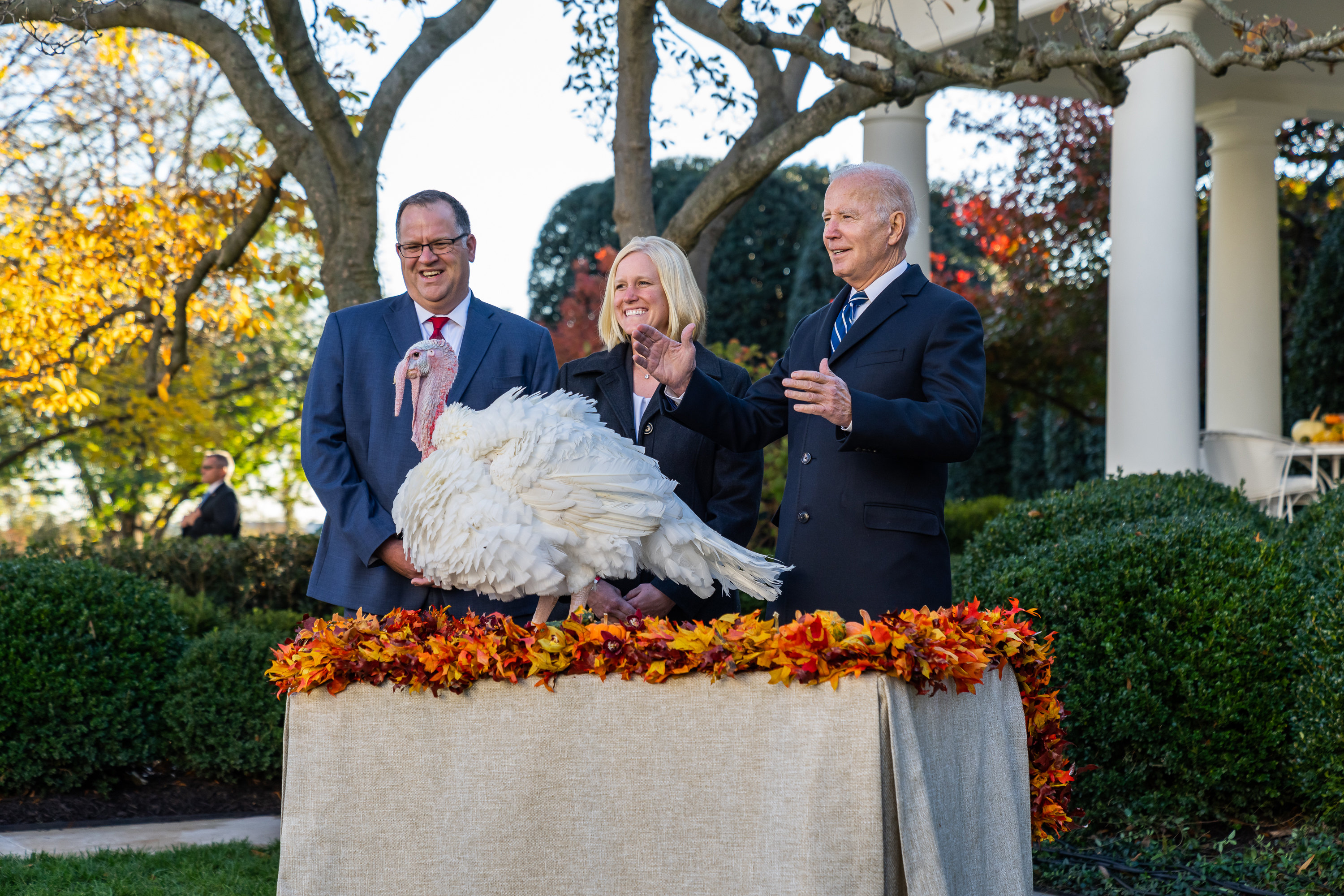
2021年11月19日，美國總統喬·拜登所赦免一隻名為「花生醬」（Peanut Butter）的火雞